# تاكاهيرو ياماموتو (لاعب كرة طائرة)
تاكاهيرو ياماموتو (12 يوليو 1978 في اليابان - ) (بالكانا:やまもと たかひろ) هو لاعب كرة طائرة شاطئية ولاعب كرة طائرة ياباني في مركز ضارب خارجي ‏. شارك في دورة الألعاب الآسيوية 2006 والألعاب الأولمبية الصيفية 2008. ولعب مع Osaka Bluteon ‏.

## وصلات خارجية
- تاكاهيرو ياماموتو على موقع الدوري الياباني (مؤرشف) (اليابانية)
- تاكاهيرو ياماموتو على موقع أوليمبيديا (الإنجليزية)